# Miguel Ángel Manrique
Miguel Ángel Manrique Ochoa (El Carmen de Bolívar, Bolívar, 1967) es un profesor, escritor y conferencista colombiano. Durante su trayectoria ha publicado artículos literarios para libros y revistas.

## Biografía
Nació en El Carmen de Bolívar, pero a los 6 meses fue llevado por sus padres a la ciudad de Bogotá. Desde muy joven se interesó por la lectura. Estudió Literatura en la Universidad Nacional de Colombia, posteriormente complementó sus estudios con una especialización en Ciencias de la Comunicación, posgrado que realizó en la Universidad Autónoma de Barcelona, España. Finalmente hizo una maestría en Educación en la Universidad Externado de Colombia y, desde entonces, ha ejercido como docente de periodismo literario. También coordina el taller de novela corta en el Fondo de Cultura Económica, filial Colombia, y colabora en la Red de Talleres Locales de Escrituras de Bogotá. Ángel Manrique ha sido jurado en eventos y premios literarios como el Premio Nacional de Literatura Novela Inédita de MinCultura, entre otros.
Ha recibido premios a nivel nacional e internacional como el Premio Nacional de Novela del Ministerio de Cultura de Colombia por Disturbio, una obra literaria que narra los sucesos y la vida de un grupo de estudiantes de la Universidad Nacional de Colombia. La historia presenta pasajes que se describen por medio de la desesperanza y el humor negro. En 2019 recibió el Premio Bellas Artes de Cuento Hispanoamericano Nellie Campobello otorgado por la Secretaría de Cultura de México y el Instituto Nacional de Bellas Artes y Literatura por su trabajo Las preocupaciones, una obra de humor que se basa en los sucesos y las preocupaciones de las personas.
Varias de sus obras se encuentran en la Biblioteca Virtual de las Letras Mexicanas, integrada a la Biblioteca Virtual Miguel de Cervantes y en la Biblioteca Nacional de Colombia.

## Obras

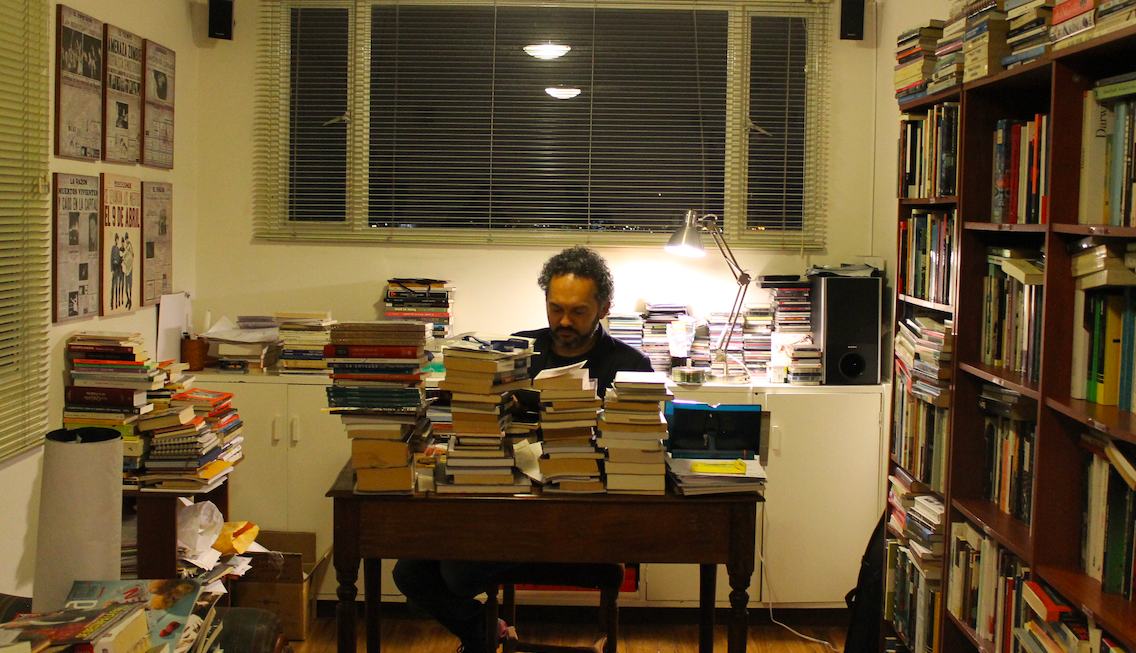
Miguel Ángel Manrique en su estudio en Bogotá

- 1992: Carlos Fuentes: una lección del tiempo y la circunstancia. Centro Colombo-Americano.[16]
- 2005: La mirada enferma. Taller de Edición Rocca. ISBN 9789583381577.
- 2009: Disturbio. Seix Barral, Planeta. ISBN 9789584231598.
- 2010: Sobre la escritura. Universidad Externado de Colombia. ISBN 9789587106343.
- 2011: San Mateo y el ángel. Taller de Edición Rocca. ISBN 9789588545363.
- 2013: Ellas se están comiendo al gato. Taller de Edición Rocca. ISBN 978-958-42-4710-0.
- 2016: Salomón Lerner. Empezar de nuevo. Nagrela, España. ISBN 978-8494379031.
- 2018: Las preocupaciones. Taller de Edición Rocca. ISBN 9789585445178.
- 2021: Aguas Profundas. Letrame. ISBN 9788413864228.

### Audiolibros
- Ellas se están comiendo al gato, Storytel
- Las preocupaciones, Storytel

## Premios y reconocimientos
- 1998: La mirada enferma. Finalista Premio Nacional de Cuento del Ministerio de Cultura.[6]
- 2002: Confesiones de un mutante. Mención de honor en el Premio Nacional de Cuento Ciudad de Bogotá.[6]
- 2008: Disturbio. Premio Nacional de Novela del Ministerio de Cultura.[6]
- 2019: Las preocupaciones. Premio Bellas Artes de Cuento Hispanoamericano Nellie Campobello.[17]